# Hans Sixtus

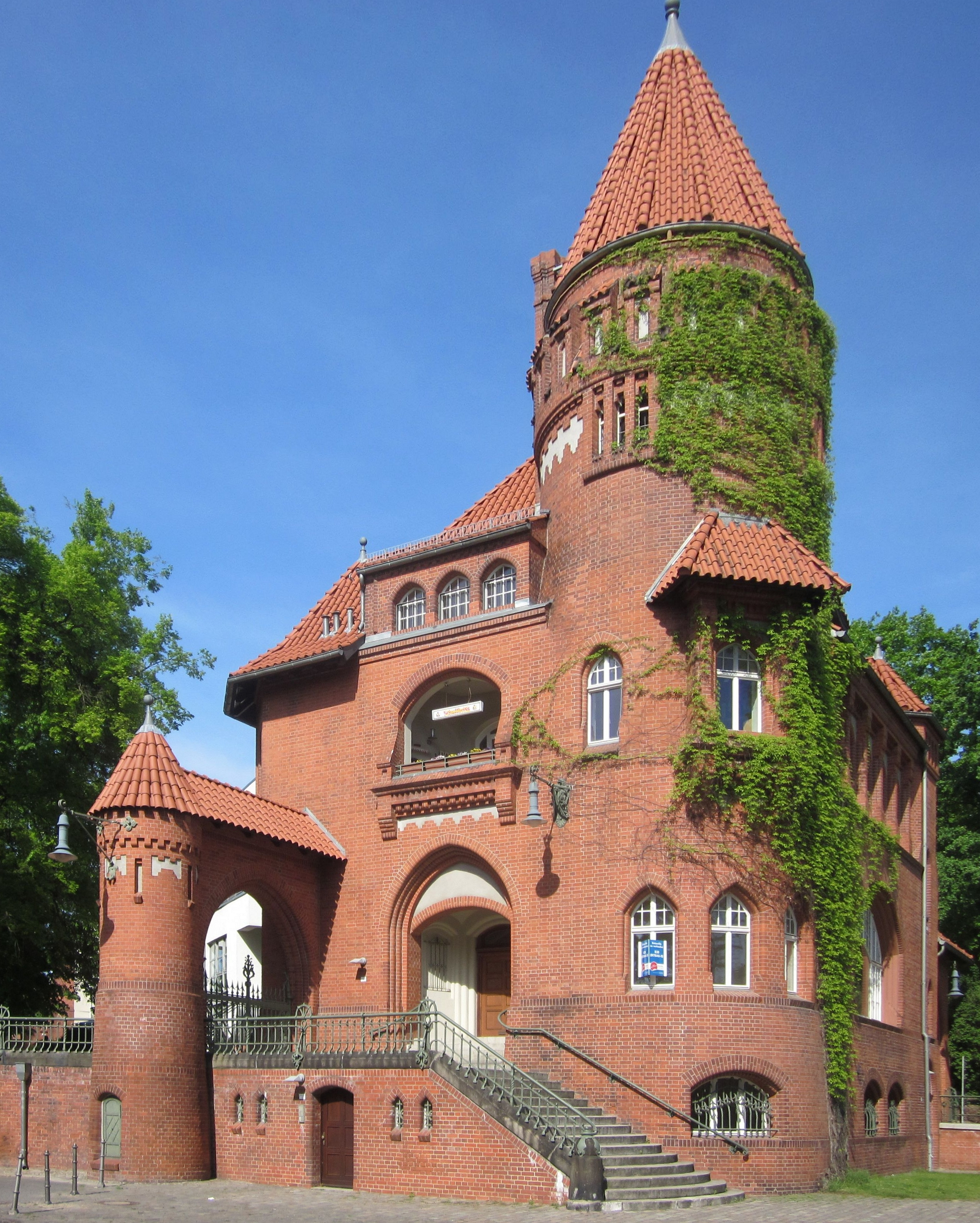
Sixtus-Villa fick sitt namn efter Hans Sixtus.

Hans Sixtus, (Johannes Sixtus) född 10 oktober 1907 i Dömitz an der Elbe, död 2 december 1975, var en tysk företagsledare och mångårig chef för Schultheisskoncernen i Berlin.
Sixtus fick sin utbildning vid Rose-Brauerei i Grabow i Mecklenburg. Där avancerade han från lärling till prokurist. 1933 började han vid Schultheiss. 1945 blev han chef för Schultheiss största bryggeri, det i Kreuzberg och ledde återuppbyggandet efterkriget. 1948 följde en plats i företagets styrelse där han 1954 blev ordförande och 1956 tilldelades titeln Generaldirektor. Sixtus var en drivande kraft i Schultheiss återkomst som bryggeri efter kriget och att man expanderade. Sixtus hade en rad förtroendeuppdrag, bland annat som ordförande för Deutscher Brauer-Bund och som vice ordförande i Berlins handelskammare. 
1958 följde utnämnande till Eherensenator vid Technische Universität Berlin för kunskaperna inom bryggarkonsten. Sixtus fick även Bundesverdienstkreuz 1959 och 1968.. Hans Sixtus inledde Schultheiss expansion utanför Berlin genom att starta postorderleveraner av ölen till Västtyskland (Westdeutscher Geschäft) vars verksamhet startade 1950. 1968 inleddes arbetsgemenskapen med Dortmunder Union-Brauerei. Hans Sixtus dog oväntad 2 december 1975. En minneshögtid arrangerades 15 december i Berlins handelskammarens börssal.